# Лизинг персонала
Лизинг персонала (англ. personnel leasing) — управленческая технология, разновидность аутсорсинга, позволяющая обеспечить бизнес-процессы компании необходимыми трудовыми ресурсами, используя услуги сторонней организации.
С точки зрения российского законодательства термин является некорректным, так как человек не может быть предметом арендных правоотношений (лизинга). Более корректным является термин предоставление персонала, или заёмный труд — понятие было введено Федеральным законом от 05.05.2014 № 116-ФЗ.
На сегодняшний день в России предоставление персонала осуществляется по договору аутстаффинга (договор предоставления персонала) или по договору аутсорсинга (договор на выполнение работ).
В США и странах Западной Европы более 90 % компаний периодически пользуются услугами временного персонала, в штате кадровых агентств, которые предлагают данную услугу, состоят до 1,5 % от общего количества занятых людей. О масштабах рынка в мире можно судить, исходя из того факта, что ежегодно число компаний, специализирующихся на кадровом лизинге, увеличивается в 1,5 раза.

## Развитие лизинга персонала в России
- После кризиса 1998 г. содержать постоянный персонал в штате компании многим фирмам стало не по карману. В то время постоянных работников отправляли в отпуск «без сохранения содержания», а на их место нанимали сотрудников из числа безработных.[источник не указан 1394 дня]
- С конца 1990-х годов использование временного персонала начало приобретать популярность среди российских компаний, так как работодатели обнаружили, что многочисленный персонал, принятый в штат, не является острой необходимостью для полноценного функционирования бизнеса.
- в 2001 году компании из различных регионов России и ближнего зарубежья, пользующиеся лизингом персонала, составляли около 40 % общего количества клиентов[3] крупных рекрутинговых компаний.
- Развитие кадрового лизинга в России тормозится вследствие несовершенства законодательной базы, финансовой непрозрачности подавляющего большинства компаний, а также нестабильности спроса на высококвалифицированных специалистов при условии их временного привлечения.
- Использование иностранной рабочей силы в РФ значительно повлияло на развитие лизинга персонала в России, поскольку работодатели стали брать труд мигрантов в аренду.
- 1 января 2016 года вступил в силу ФЗ № 116 «О внесении изменений в отдельные законодательные акты» от 05 мая 2014 года, который ввёл определение понятия «заёмный труд» и регламентировал условия по договорам аутстаффинга, аутсорсинга и лизинга персонала.

## Схема функционирования лизинга персонала в российской практике
1. Кадровое агентство отбирает специалистов согласно требованиям заказчика (квалификация специалистов, их состав и сроки использования). Учитывая то, что специалисты в дальнейшем могут иметь доступ к конфиденциальной информации компании-заказчика, их отбирают с помощью особых методик.
2. Специалисты принимаются в штат и становятся полноправными, постоянными сотрудниками кадрового агентства. Юридически отношения между специалистом и агентством оформляются посредством трудового договора.
3. Выбор конкретного варианта схемы для заказчика. На этом этапе согласовывается договор, где определяются условия — оклад специалиста, а также комиссионные агентства (обычно до 5-10 % оклада специалиста). Одним из важнейших пунктов лизингового соглашения является объём работ, который должен выполнить специалист качественно и в установленные сроки.
4. Документальное оформление кадровым агентством трёхсторонних отношений с заказчиком и специалистами. Трёхсторонние отношения регулируются двумя разными договорами: трудовым договором между работником и кадровым агентством и договором между фактическим нанимателем и кадровым агентством. Таким образом заказчик не заключает отдельный договор с работником, он может отказаться от работника в любое время, если иное не установлено в соглашении с кадровым агентством.
5. Специалисты предоставляются заказчику для выполнения оговорённых функций в течение согласованного срока.

## Преимущества использования лизинга персонала
- Компания избегает длительной и затратной процедуры поиска специалистов;
- Уменьшаются административные и временные издержки по ведению кадрового делопроизводства, миграционного учёта, бухгалтерского учёта, составлению отчётности;
- Все возможные претензии (в том числе и судебного характера) разрешаются агентством, а не компанией-заказчиком;
- Работодатель имеет возможность в течение более длительного, чем это предусмотрено трудовым законодательством, срока наблюдать за сотрудником, а затем принять его на работу к себе в штат, не переживая за результат адаптации сотрудника в коллективе;
- Отсутствие потерь и простоев в случае болезни основного сотрудника;

Для сотрудника также имеются положительные стороны: возможность дополнительного заработка, получение опыта работы в крупных компаниях, гибкость рабочего графика.

## Недостатки использования лизинга персонала
- Переплата агентству за предоставляемые услуги;
- Более низкая квалификация при равном размере затрат по сравнению со штатным сотрудником;
- Риск приёма нечестного, неблагонадёжного сотрудника;
- Нелояльное отношение персонала по отношению к политике компании, руководству и так далее.

Недостатки для наёмного работника:
- низкая степень защищённости;
- появление у работодателя дополнительных возможностей уклониться от соблюдения прав работника с вредными условиями труда, прав работника при увольнении за счёт использования подставной фирмы-однодневки;
- в зависимости от договора с агентством (например, если заключён договор подряда), могут отсутствовать гарантии постоянного трудоустройства, а также социальные гарантии и льготы, предусмотренные трудовым законодательством РФ.

### Легализация
5 мая 2014 года президент России подписал закон № 116-ФЗ, запрещающий заёмный труд (вносятся статьи 18.1 в закон от 19 апреля 1991 года № 1032-1 «О занятости населения в Российской Федерации» и 56.1 в Трудовой кодекс Российской Федерации), за исключением двух случаев:
- организация направляет временных работников к лицу, являющемуся аффилированным для направляющей организации, или если между сторонами заключено акционерное соглашение;
- организация проходит аккредитацию и выступает как частное агентство занятости.

Поправки вступили в силу с 1 января 2016 года.

### Аккредитация в качестве частного агентства занятости
Условия прохождения аккредитации в РОСТРУДе в качестве частного агентства занятости на право предоставлять заёмный труд:
- организация должна иметь уставной капитал не менее 1 миллиона рублей;
- не иметь задолженность по налогам, сборам и обязательным платежам в бюджет;
- организация должна работать на общей системе налогообложения;
- генеральный директор компании должен иметь высшее образование и опыт работы в области трудоустройства или содействия занятости населения минимум два года в течение последних трех лет;
- у руководителя ЧАЗ не должно быть судимости за преступления против личности или экономические преступления.